# Шамил Басајев
Шамил Салманович Басајев (рус. Шамиль Салманович Басаев; Дишне Ведено, 14. јануар 1965 — Јекажево, 10. јул 2006) је био потпредседник непризнате сепаратистичке владе у избеглиштву Чеченске Републике Ичкерије, вођа исламистичке гериле и самодекларисани терориста. Почевши од 2003. године користи псеудоним и титулу Абдулах Шамил Абу-Адрис, емир бригаде шехита 'Ријадус Салихиин'.
Шамил Басајев је одговоран за бројне терористичке нападе на цивиле и герилске нападе на снаге безбедности на територији Русије и ван ње. Најпознатији су опсада Московског позоришта и талачка криза у Беслану. Сматран је неспорним вођом радикалног крила чеченског побуњеничког покрета против присуства руских безбедносних снага и локалне власти коју подржава званична Москва.

## Смрт
Шамил Басајев је 10. јула 2006. године убијен у селу Јекажево у Ингушетији, републици суседно од Чеченије. Према чеченским изворима, Басајев је возио једна од кола која су пратила камион пун експлозива намењен нападу на руске снаге када је камион налетео на рупу и изазвао детонацију од које је погинуо Басајев. Руски званичници наводе да је експлозија резултат планиране операције. Према овој верзији у камиону је био постављен детонатор са даљинским активирањем и активирао га је један агент федералних снага када је приметио ауто Басајева у колони, снимајући цео ток догађаја видео-камером са извиђачке беспилотне летелице. Руски званичници су послали његове остатке на ДНК анализу и потврдили идентитет.
Новинска агенција Интерфакс је навела изјаву заменика премијера Ингушетије Башира Аушева да је експлозија резултат детонације камиона бомбе који се налазио близу конвоја, а извели су га руски агенти.
Чеченски извори поричу убиство и тврде да је експлозија несрећан случај.